# Pagadian

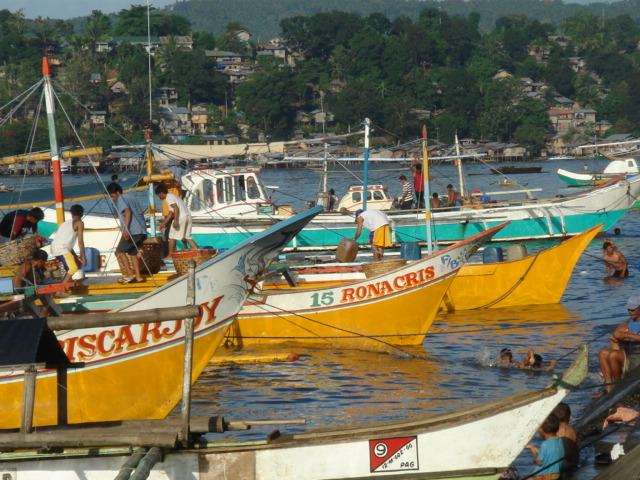
Voor de kustlijn van Pagadian

Pagadian is de hoofdstad van de Filipijnse provincie Zamboanga del Sur op het eiland Mindanao. Bij de laatste census in 2007 had de stad ruim 161 duizend inwoners.

## Geografie

### Bestuurlijke indeling
Pagadian is onderverdeeld in de volgende 54 barangays:
| - Alegria - Balangasan - Balintawak - Baloyboan - Banale - Bogo - Bomba - Buenavista - Bulatok - Bulawan - Dampalan - Danlugan - Dao - Datagan - Deborok - Ditoray - Dumagoc - Gatas | - Gubac - Gubang - Kagawasan - Kahayagan - Kalasan - Kawit - La Suerte - Lala - Lapidian - Lenienza - Lizon Valley - Lourdes - Lower Sibatang - Lumad - Lumbia - Macasing - Manga - Muricay | - Napolan - Palpalan - Pedulonan - Poloyagan - San Francisco - San Jose - San Pedro - Santa Lucia - Santa Maria - Santo Niño - Santiago - Tawagan Sur - Tiguma - Tuburan - Tulawas - Tulangan - Upper Sibatang - White Beach |

## Demografie
Pagadian had bij de census van 2007 een inwoneraantal van 161.312 mensen. Dit zijn 18.797 mensen (13,2%) meer dan bij de vorige census van 2000. De gemiddelde jaarlijkse groei komt daarmee uit op 1,72%, hetgeen lager is dan het landelijk jaarlijks gemiddelde over deze periode (2,04%). Vergeleken met de census van 1995 is het aantal mensen met 36.130 (28,9%) toegenomen.
De bevolkingsdichtheid van Pagadian was ten tijde van de laatste census, met 161.312 inwoners op 378,8 km², 425,9 mensen per km².
Aurora · Bayog · Dimataling · Dinas · Dumalinao · Dumingag · Guipos · Josefina · Kumalarang · Labangan · Lakewood · Lapuyan · Mahayag · Margosatubig · Midsalip · Molave · Pagadian · Pitogo · Ramon Magsaysay · San Miguel · San Pablo · Sominot · Tabina · Tambulig · Tigbao · Tukuran · Vincenzo A. Sagun